# Neocleonus
Neocleónus — рід жуків родини Довгоносики (Curculionidae).

## Зовнішній вигляд
Жуки цього роду мають середні розміри, довжина їх тіла коливається в межах 7.5-9  мм. Основні ознаки:
- серединний кіль головотрубки роздвоєний спереду.
- вусикові борозенки віддалені одна від одної, їх верхній край торкається нижнього краю очей, 7-й членик джгутика вусиків не відділений від їхньої булави, 2-й членик не довший за 1-й; рукоятка вусиків такої самої довжини, як і їх джгутик;
- передньогруди не довші або такої самої довжини, як товщина передніх стегон;
- щиток поміж надкриллями при їх основі непомітний або дуже маленький;
- членики на усіх лапках без губчастих підошов, 2-й членик задніх лапок вужчий за 3-й, а у довжину такий самий, як і він, або трохи коротший; передні лапки на вершині вигнуті назовні;
- 4-й черевний стерніт у довжину не довший, ніж 5-й та 6-й, узяті разом, черевце із брунатними крапками.

## Спосіб життя
Невідомий, ймовірно, він типовий для Cleonini. Вказувалося на те, що в Південній Африці вид Neocleonus sannio живиться на диких та культивованих амарантових .

## Географічне поширення
Ареал роду лежить, головним чином, у межах тропіків Азії та Африки (див. нижче).

## Класифікація
У цьому роді описаний один вид:
- Neocleonus sannio (Herbst, 1795) — Єгипет, Саудівська Аравія, Пакистан, тропічна Азія, тропічна Африка